# Symplecta shoshone
Symplecta shoshone là một loài ruồi trong họ Limoniidae. Chúng phân bố ở miền Tân bắc.